# Oberlandesgericht Breslau
Das Oberlandesgericht Breslau war ein von 1879 bis 1945 bestehendes deutsches Oberlandesgericht.

## Geschichte
Das Oberlandesgericht Breslau wurde mit Wirkung zum 1. Oktober 1879 als eines von 13 Oberlandesgerichten in Preußen gebildet. Der Sitz des Gerichts war Breslau. Der Oberlandesgerichtsbezirk war deckungsgleich mit der Provinz Schlesien und bestand zu Anfang aus den 14 Bezirken der Landgerichte Beuthen, Breslau, Brieg, Glatz, Gleiwitz, Glogau, Görlitz, Hirschberg, Liegnitz, Neisse, Oels, Oppeln, Ratibor und Schweidnitz. Der Gerichtsbezirk hatte eine Fläche von rund 40.310 km2 mit einer Einwohnerzahl im Jahr 1890 von 4.224.458.
Am 11. März 1920 verordnetet die Interalliierte Kommission die Einführung einer eigenständigen Gerichtsbarkeit für Oberschlesien, indem in Oppeln ein eigenes Berufungsgericht anstelle des Oberlandesgerichts Breslau, ein Oberster Gerichtshof anstelle der Reichsgerichts sowie ein Sondergericht für Oberschlesien eingeführt wurden. Nach scharfem Protest der Reichsregierung und einem Streik der Richter in Oberschlesien, wurden im Sommer 1920 die üblichen Rechtswege wieder hergestellt, nur das Sondergericht blieb bestehen. Als Ergebnis der Volksabstimmung in Oberschlesien 1921 wurde Ostoberschlesien Polen zugeordnet. Der Sprengel des Oberlandesgerichtes Breslau verkleinerte sich entsprechend.
Im Jahre 1933 wurden beim Oberlandesgericht ein Erbgesundheitsobergericht und ein Sondergericht geschaffen. Während der deutschen Besetzung Polens 1939 wurden mit Erlass vom 26. November 1940 ein Landgericht Bielitz und ein Landgericht Teschen neu geschaffen und dem Oberlandesgericht Breslau zugeordnet. Die Landgerichte Gleiwitz, Oppeln und Ratibor erhielten neu gebildete Amtsgerichte hinzu. Zum 1. April 1941 wurden die Landgerichtsbezirke Beuthen-Kattowitz, Bielitz, Gleiwitz, Neisse, Oppeln, Ratibor und Teschen dem neugeschaffenen Oberlandesgericht Kattowitz zugeschlagen. Das Oberlandesgericht bestand bis 1945.

## Richter

### Präsidenten des OLG Breslau
- 1880–1887: Richard Ernst Emil Schultz-Völcker (* 1820)
- 1888–1904: Otto Friedrich Leopold von Kunowski (1824–1907)
- 1904–1905: Max Beseler
- 1905–1917: Felix Vierhaus (1850–1917)
- 1918–1927: Max Greiff (1862–1932)
- 1927–1933: Max Witte (* 1871)
- 1933–1936: August Herwegen (* 1879)
- 1936–1942: Walter Freiherr von Steinaecker
- 1943–1945: Friedrich Walter Jung

### Richter
- ab 1887 Busso von Bismarck (Senatspräsident)
- 1928–1929: Karl Magen